# Armando Bó (nieto)
Armando Bó Jr. (Buenos Aires; 9 de diciembre de 1978), también conocido simplemente como Armando Bó, es un guionista y director de cine argentino. En 2015 ganó el Óscar al mejor guion original  y el Premio Globo de Oro por la misma categoría por la película Birdman, junto con el director Alejandro González Iñárritu, su primo Nicolás Giacobone y Alexander Dinelaris, Jr.
Por la película El último Elvis ganó el Cóndor de Plata a mejor guion original junto con Giacobone en 2013.

## Biografía
Su padre es el actor Víctor Bó y su madre es Chia Sly. Su abuelo paterno fue el director de cine Armando Bó. Su nombre fue puesto en homenaje a su abuelo.
Fue a un colegio secundario privado del barrio de Belgrano, en la ciudad de Buenos Aires. Luego participó en la tribuna del programa de juegos Teleganas, presentado por Andrés Percivale y Gisela Barreto en ATC en 1997. También participó de algunos comerciales y de algunas películas como Ya no hay hombres, producida por su padre cuando él tenía 12 años de edad. Luego consiguió trabajo en una productora de cine publicitario, trabajando como meritorio sin cobrar sueldo.
Estudió cine en el New York Film Academy en Nueva York, Estados Unidos.
Comenzó a trabajar como publicista, realizando más de 120 comerciales y recibiendo más de 50 premios. En 2005 fundó su propia productora, llamada Rebolución, teniendo sedes en Argentina y Brasil.
Bó también dirigió El último Elvis en 2011 y junto con su primo Nicolás Giacobone, también guionista, trabajó en el guion de Biutiful en 2010, película del director mexicano Alejandro González Iñárritu. Bó, además del guion, también estuvo implicado en la producción de Birdman.
En enero de 2015 dejó Buenos Aires y se radicó definitivamente en Los Ángeles, California.
En cuanto a su vida privada, está casado con Luciana Marti, de profesión vestuarista, y tiene dos hijos.

## Filmografía

### Películas
- Biutiful (2010) - guionista
- El último Elvis (2012) - productor, director y guionista
- Birdman (2014) - guionista
- Animal (2018) - director y guionista

### Series
- El presidente (2020) - director y guionista
- Cromañón (2024) - productor
- Las malas (TBA) - productor y director

## Premios y nominaciones
Premios Óscar
| Año  | Categoría            | Película                                        | Resultado |
| ---- | -------------------- | ----------------------------------------------- | --------- |
| 2015 | Mejor guion original | Birdman or (The Unexpected Virtue of Ignorance) | Ganador   |

Premios Emmy Internacional
| Año  | Título        | Categoría             | Resultado |
| ---- | ------------- | --------------------- | --------- |
| 2021 | El presidente | Mejor serie dramática | Candidato |

Premios Goya
| Año  | Título   | Categoría            | Resultado |
| ---- | -------- | -------------------- | --------- |
| 2011 | Biutiful | Mejor guion original | Candidato |

Premios Cóndor de Plata
| Año  | Título          | Categoría                       | Resultado |
| ---- | --------------- | ------------------------------- | --------- |
| 2013 | El último Elvis | Mejor película                  | Candidato |
| 2013 | El último Elvis | Mejor director                  | Candidato |
| 2013 | El último Elvis | Mejor guion original de ficción | Ganador   |